# Chùa Hoằng Ân

Tiền Đường chùa Hoằng Ân, Quảng Bá

Chùa Hoằng Ân, Chùa Quảng Bá hay có tên khác là chùa Báo Ân (xã Quảng An, quận Tây Hồ, Hà Nội) là một trong số rất ít những ngôi chùa cổ nhất ở Hà Nội đã nghìn năm tuổi. Chùa do Thiền Sư Ngộ Ấn (1019- 1088) người làng khởi dựng. Sách Tây Hồ chí viết chùa nằm trên Hồ Tây thuộc phường Quảng Bố (Quảng Bá) dựng từ đầu triều Lý, khoảng niên hiệu Thông Thụy, đạo sĩ Trần Tuệ Long đắc đạo ở đó, môn đồ thu xá lợi, nhập bảo tháp (nay không còn dấu vết.
Mùa xuân niên hiệu Hưng Long thứ 16 đời Trần Anh Tông, nhà sư Huyền Quang đệ tam tổ Trúc Lâm từ núi Yên Tử về triều dự lễ đến đây giảng kinh Thủ Lăng Nghiêm.
Chùa do các Thiền sư thuộc phái Tào Động trụ trì, được xây dựng từ thời nhà Lê Trung Hưng. Trải qua nhiều biến cố của lịch sử, đến nay chùa vẫn giữ được những nét kiến trúc cổ.
Trải qua một thời gian dài Báo Ân Tự vừa là nơi thờ Phật cũng là nơi sinh hoạt văn hóa, tâm linh của cộng đồng dân cư. Theo văn bia ghi lại vào năm Vĩnh Tộ thứ 10 đời Lê Thần Tông (1628) chùa được xây dựng lớn bởi Nguyễn Phúc Ngọc Tú, con gái chúa Nguyễn Hoàng, vợ chúa Trịnh Tráng, sau đó chùa được đổi tên thành chùa Long Ân. Năm Minh Mạng thứ hai (1821), nhân chuyến tuần du ra Bắc, vua Minh Mạng đã đến thăm chùa, lúc này chùa được đổi tên thành Sùng Ân tự. Năm Tân Sửu (1841) vua Thiệu Trị đến thăm chùa Sùng Ân cho tu sửa lại chùa và đổi thành chùa Hoằng Ân.
Thập niên 1969-1985, chùa là trung tâm đào tạo tăng tài của miền bắc với cái tên:, Trường tu học Phật pháp trung ương, Trường Cao Cấp Phật học Trung ương.
Chùa có 2 vị trụ trì giữ ngôi vị cao nhất của Phật giáo Việt Nam là các Pháp Chủ thiền gia: Thích Mật ứng, Thích Đức Nhuận.

## Hình ảnh
|  |  |  |  |
|  |  |  |  |

## Danh nhân, Cao Tăng trú ngụ tại chùa các thời kỳ
- Thiền Sư Thích Ngộ Ấn (1019-1088): sư tổ khai sơn chùa.

Tượng chúa Nguyễn

Đạo sĩ Trần Tuệ Long, đời Lý, tu hành đắc đạo, lưu xá lợi ở đây.
- Thiền Sư Huyền Quang, Trúc Lâm Tam Tổ.

Dòng Thiền Tào Động:
1. Khoan Nhân Thiền Sư, Duệ Trí Sa Môn, Phương Trượng Hòa Thượng, Bảo Nghiêm Tháp, sư họ Bùi quê huyện Thụy An, thế hệ thứ 5 Tào Động tổ đình Hòe Nhai, sư trùng tu chùa Quảng bá năm 1715.
2. Giác Hồng Thiền Sư, người đúc chuông lớn năm 1743.
3. Võ Tướng Thiền Sư, húy Đạo Huân, Thanh Ninh Tâm Giới Địa, Tuệ Quang Tháp, sư họ Nguyễn quê huyện Từ Liêm.
4. Nhu Thuận Thiền Sư, húy Sinh Thông, tháp hiệu Viên Tịnh.
5. Thích Đường Đường Thiền Sư, Hồng Phúc Sa Môn, pháp húy Quang Lư, tháp hiệu Chân Quỳnh.
6. Hùng Lực Thiền Sư, pháp húy Chính Nhượng, tháp hiệu Long Ân.
7. Tính Trương, pháp húy Tâm Nhân, thụy Trung Nghĩa, hiệu Mỹ An, tháp hiệu Viên Thông.
8. Huyền Cơ Thiền Sư, Hòa Thượng Thích Mật ứng, Tháp hiệu Quảng Tuệ (1889-1957) - Thiền Gia Pháp Chủ của Giáo Hội Tăng Bắc Việt, thuộc phái Tào Động, trụ trì chùa gia đoạn 1939-1957. Ngài lưu bảo tháp ở vườn chùa.
9. Hòa Thượng Thích Đức Nhuận, pháp húy Thanh Thiệu (1897-1993), Pháp chủ đời thứ Nhất của giáo hội Phật Giáo Việt Nam từ năm 1981, trụ trì chùa từ năm 1969. Bảo tháp của Ngài xây ở vườn chùa. Pháp môn tu hành của sư là pháp tu theo Quán Thế Âm trong Kinh Lăng Nghiêm có tên " Nhĩ Căn Viên Thông " "Phản Văn Tự Tính ". Ngài là đệ tử của sư tổ Thích Mật Nghĩa, Ngài Mật Nghĩa vốn tu học và thọ giới ở chùa Quảng Bá, huynh đệ với tổ Mật Ứng,
10. Thượng Tọa Thích Tuệ Côn (1927 - 2005), quê xã Song Phương - Hoài Đức - Hà Nội.
11. Thượng Tọa Thích Minh Đạo.

Các Cao Tăng Khác:
- Hòa Thượng Thích Tâm An (1892-1982), Phó hội trưởng hội Phật Giáo thống nhất Việt Nam kiêm trụ trì chùa Quán Sứ, với cương vị hiệu phó trường tu học Phật Pháp trung ương, ngài lưu trú và giảng dạy môn Luật tạng ở chùa Quảng Bá. Ngài viên tịch, tháp xây ở vườn chùa.
- Pháp sư Thích Trí Độ (1894- 1979). Hòa Thượng là Hội Trưởng hội Phật giáo thống nhất Việt Nam (tiền thân giáo hội ngày nay), Hiệu trưởng trường tu học Phật Pháp ở chùa Quảng Bá. Ngài cũng tham gia các chức vụ thế tục như: Ủy Viên Thường Vụ quốc hội, Ủy viên đoàn chủ tịch Mặt trận tổ quốc. Ngài viên tịch năm 1979, tháp xây ở vườn chùa có tên "Đại Nhạn Bảo Tháp ", tên tháp giống với tháp sư Huyền Trang đời Đường ở Tây An trung quốc, Pháp sư Trí Độ là bậc đại sư về môn Duy Thức Tông, tông phái này do Pháp sư Huyền Trang phát dương.
- Hòa thượng Bình Lương: người Thái Lan, ân nhân của chủ tịch nước Hồ Chí Minh, sau sư viên tịch tháp được xây ở chùa này.

## Các di vật quý
- Quả chuông đề "Long Ân tự" đúc năm Cảnh Hưng thứ 3 (1743).cao 1,5m đường kính 0.8m
- Tượng chúa Nguyễn Kim
- Tượng Chúa Nguyễn Hoàng
- Tượng Quận chúa Nguyễn Thị Ngọc Tú Vương phi của chúa Trịnh (con gái Nguyễn Hoàng).